# Fibrocyt
Fibrocyt är det mogna inaktiva stadiet för fibroblasten. Fibrocyten producerar mycket mindre grundsubstans och tillväxtfaktorer, men kan vid behov åter omvandlas till fibroblast. Begreppen fibroblast och fibrocyt används ibland synonymt eftersom båda uppfyller samma funktioner. Skillnaden är att fibroblasten är aktiv och fibrocyten är inaktiv.